# Rodney Hall
Pour les articles homonymes, voir Hall.
Œuvres principales
In Memorian (Just Relations) 
L'Épouse (The Grisly Wife)
Rodney Hall, AM, né le 18 novembre 1935 à Solihull en Angleterre, est un écrivain australien.

## Biographie
Il arrive en Australie avec sa famille, après la Seconde Guerre mondiale, alors qu'il n'est encore qu'un enfant. Il fait des études supérieures à l'Université du Queensland. Dès les années 1960, il est critique de littérature et de cinéma. Il décroche aussi de petits rôles comme acteur. De 1967 à 1978. il occupe un poste dans le milieu de l'édition de poésie. Outre la publication de recueils de poèmes dès 1962, il s'intéresse au roman à partir de 1972. À la fin des années 1980, il réside à Shanghai. De 1991-1994, il est l'un des membres du Australia Council for the Arts.
Il reçoit le prix Miles Franklin à deux reprises : en 1982 pour le roman In Memorian (Just Relations) et, en 1994, pour L'Épouse (The Grisly Wife). Outre les nombreux prix qu'il a remportés, il a été reçu membre de l'Ordre d'Australie.

## Œuvre

### Romans
- The Ship on the Coin (1972)
- A Place Among People (1975)
- Just Relations (1982) Publié en français sous le titre In Memorian, traduit par Françoise Cartano, Paris, Presses de la Renaissance, coll. « Les Romans étrangers », 1984, 504 p.  (ISBN 2-85616-311-4)
- Kisses of the Enemy (1987)
- Captivity Captive (1988) Publié en français sous le titre Secrets barbares, traduit par Françoise Cartano, Paris, Presses de la Renaissance, coll. « Les Romans étrangers », 1990, 203 p.  (ISBN 2-85616-553-2) ; réédition, Paris, 10/18 no 2556, 1994Publié en français sous le titre Secrets barbares, traduit par Françoise Cartano, Bordeaux, L'Arbre Vengeur, 2020
- The Second Bridegroom (1991)
- The Grisly Wife (1993) Publié en français sous le titre L’Épouse, traduit par Françoise Cartano, Paris, Éditions Payot & Rivages, coll. « Littérature étrangère », 1999, 233 p.  (ISBN 2-7436-0450-6)
- The Island in the Mind (1996)
- The Day We Had Hitler Home (2000)
- The Last Love Story (2004)
- Love Without Hope (2007)

### Poésie
- The Climber (1962)
- Penniless Till Doomsday (1962)
- Forty Beads on a Hangman's Rope (1963)
- Eyewitness (1967)
- The Autobiography of a Gorgon (1968)
- The Law of Karma (1968)
- Australia (1970)
- Heaven, In a Way (1970)
- A Soapbox Omnibus (1973)
- Selected Poems (1975)
- Black Bagatelles (1978)
- The Most Beautiful World (1981)
- The Owner of My Face: New and Selected Poems (2002)
- "Dark Afternoons She Spent' (1968)

### Autobiographie
- Popeye Never Told You (2010)

### Autres publications
- Focus on Andrew Sibley (1968)
- J. S. Manifold: An Introduction to the Man and His Work (1978)
- Australia - Image of a Nation 1850-1950 (1983)
- Home: Journey Through Australia (1988)
- Abolish the States!  (1998)
- Silence (2011)